# Кафуэ
Кафу́э (англ. Kafue River) — река в Африке, протекает по территории Замбии. Является левым притоком реки Замбези.
Длина реки от 960 км до 1577 км, площадь водосборного бассейна — 154 829 км². Средний расход воды — 314 м³/с. Начинается на водораздельном плато Конго — Замбези, берега реки заболочены; в среднем течении протекает по ущелью длиной 26 километров. В средней части бассейна реки располагается национальный парк Кафуэ.
На реке Кафуэ, в период с 1974 по 1977 годы была построена дамба Итежи-Тежи. Плотина имеет высоту 62 м, длину — 1800 м и площадь водохранилища — 390 км². Воды Кафуэ используются для орошения.
Кафуэ, как и многие другие реки в юго-центральной части Африки, имеет высокие сезонные колебания, она переполнена в сезон дождей и крайне маловодна в сухой сезон.
Судоходна на 240 км от устья.

## Экологические проблемы
18 февраля 2025 года на севере Замбии произошло обрушение хвостохранилища, принадлежащего медному руднику, эксплуатируемому компанией Sino-Metals Leach Zambia. В результате чего 50 миллионов литров отходов, содержащих концентрированную кислоту, растворенные твердые вещества и тяжелые металлы, попали в приток реки Кафуэ, что привело к экологической катастрофе и перебоям с доступом жителей страны к водоснабжению. Например, на время пришлось полностью отключить водоснабжение в городе Китве.